# تستولاكتون
تستولاكتون (بالإنجليزية: Testolactone)‏ هو دواء يُستعمل في علاج:
- سرطان الثدي[8]

## دوره
يلعب هذا الدواء دورًا في علاج الأمراض كونه:
- مثبط إنزيم